# Kopretinka alpská
Kopretinka alpská (Leucanthemopsis alpina) je vysokohorským zástupcem čeledi hvězdnicovitých, který roste v evropských pohořích. Na Slovensku roste pouze v subalpinském až niválním stupni Tater.

## Popis
5–20 cm vysoká bylina, podobná kopretině bílé. Lodyha je nevětvená, s jediným květem. Květy mají bílé jazykovité květy a žlutý terč. Odlišný je tvar listů, které jsou drobnější, kožovité a hluboce vykrajované.

## Rozšíření
Roste v evropských pohořích v nadmořských výškách od 1800 do 3900 m n. m. Vyskytuje se od Pyrenejí přes Alpy a Karpaty po severní Balkán.

## Ekologie
Roste na žulových sutích, na skalách, někdy také na holích ve vysokohorském stupni. Kvete od července do září.